# Colonia del Sacramento

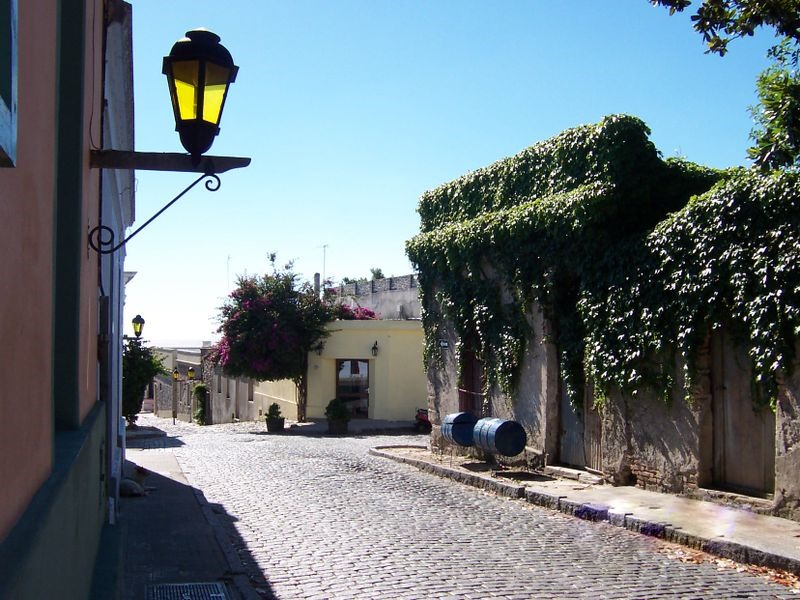
Typisk gata i Colonia del Sacramento.

Colonia del Sacramento är en stad i sydvästra Uruguay invid Rio de la Plata, med utsikt mot Buenos Aires, Argentina. Det är den äldsta staden i landet och huvudort i departementet Colonia, och har 21 714 invånare (2004).
De historiska delarna i Colonia är sedan 1990 uppsatta på Unescos världsarvslista.

## Historia
Colonia del Sacramento grundades av portugiser år 1680, senare när spanjorerna slog sig ner på andra sidan floden i dagens Buenos Aires blev området omtvistat.
Kolonin växlade mellan att vara under Portugal och andra länders kronor. Genom traktatet i Madrid 1750 bytte Spanjorerna Sete Povos das Missões mot Colônia do Sacramento.
Efter traktatet i Santo Ildefonso 1777 blev området åter portugisiskt. Sedan åter spanskt, portugisiskt och slutligen 1814 blev Uruguay självständigt. Brasilien hade dock kontroll över området mellan 1816 och 1828.
I dag har staden expanderat österut, där de äldsta delarna med ett vägnät som följer terrängen, något som kontrastrerar på ett vackert sätt med den vidare ortogonalen calles i stadens spanska del.